# 平野区
平野区（ひらのく）は、大阪市を構成する24行政区のうちの一つ。2020年の統計時点では市内24区で人口が最も多かったが、人口減少により2024年に淀川区に抜かれ現在は市内2位の人口を擁する。

## 地理
大阪府のほぼ中央に位置する。区内のうち北西部は上町台地の南部に当たるが、全体的に見ると平坦な地形である。南部を大和川が流れ、また瓜破霊園も区内にある。なお、瓜破南1丁目・2丁目と長吉川辺4丁目は、大和川より南に位置する。
大阪市内を本拠とするカプコンや、高槻市に本社を置くサンスターは、この平野区が発祥地である。

### 河川
- 大和川
- 東除川
- 平野川
- 平野川分水路
- 空港放水路

## 歴史
平野の地名は平安時代末期にまで遡ることが可能で、古くは摂津国住吉郡平野荘と呼ばれ、征夷大将軍・坂上田村麻呂の次男で平野の開発領主となった坂上広野を「平野殿」と呼んだという。
平野という地名の由来については、広野が訛って平野になったという説と、河内源氏の本拠地である石川荘を相続した石川源氏系の杭全氏が杭全荘を開発し、その時に多くの湖沼を埋め立て「野が平らになった」という意味から起こったという説がある。平野荘は近世には平野郷と呼ばれるようになる。杭全荘と平野荘、平野郷は同じ地域の名称である。
戦国時代には坂上広野の子孫という平野氏一族の末吉家を筆頭とする坂上氏庶流の平野氏七名家と呼ばれる家々が自治権を掌握し周囲に環濠を巡らせて自衛の形を固めた。
大坂夏の陣では徳川家康の本陣と定められ、その事を示すものも現存する。
区内には江戸時代初期に定められた町割を現在も保っている地域が存在している。江戸時代に河内国の綿花の集積地として栄えたために綿花が区の花と定められている。なお、同地は当初天領だったが、後に古河藩の領地となった。

### 分区
現在の平野区は、元々東住吉区であった地域を分区して作られた。1955年の第3次大阪市域拡張により、従来の東住吉区にはなかった加美・瓜破・矢田・長吉を編入。非常に広大な区となっていた事もあり、分区自体については地元住民からの歓迎の意向を示されていたが、新しい東住吉区との区境界をどこにするかで論議が巻き起こった。境界の案としては、今里筋で分ける案や、大阪内環状線で分ける構想があったが、これらについて「同じ町村を分断する」として、今里筋案では育和から、大阪内環状線案では瓜破から、それぞれ強い反対意見が出された。
この修正案として、現行の複雑な区境界が策定され、満場一致で本決定となった経緯がある。

### 区名の由来と経緯
平野区の名の由来は、区役所が置かれている地域名によるものである。
分区にあたっては、東住吉区内での生活区域が、戦前より田辺と平野に分かれていたこともあり、元の区名である「東住吉」をどちらに残すかで論争となった。結果的に、住吉区の東隣であるという理由から田辺側を東住吉区に選定し、平野側の新区域名を考えることになった。500名を対象にアンケートを行った結果、大和川区、南住吉区、長吉区などの案も挙がったが、80%近くの回答が平野区であった。
この結果を踏まえ、区名決定にあたって区政協力会を開催し、一旦は平野区へ決まりかけた。
しかし、第3次大阪市域拡張で編入した瓜破・長吉の村民が歩調を合わせ、区政会議会にて改めて「大和川区」を主張。この結果、平野区派と大和川区派が同一票数になったが、加美エリアからの投票の結果、1票差で辛うじて平野区に決定することになった経緯がある。

### 沿革
- 1889年（明治22年）4月1日：町村制施行により、住吉郡平野郷町、喜連村、渋川郡加美村、丹北郡瓜破村、長吉村が発足。
- 1896年（明治29年）4月1日：郡の統廃合により、東成郡平野郷町、喜連村、中河内郡加美村、瓜破村、長吉村となる。
- 1925年（大正14年）4月1日：大阪市第2次市域拡張により、平野郷町と喜連村が新設の住吉区に編入される。
- 1943年（昭和18年）4月1日：区の再編により、東住吉区が設置される。
- 1955年（昭和30年）4月3日：大阪市第3次市域拡張により、加美村、瓜破村、長吉村が東住吉区に編入される。
- 1974年（昭和49年）7月22日：東住吉区からの分区により、平野区が設置される。新区名は投票の結果1票差で「平野区」が「大和川区」を上回り、新区名に決定した。区役所は東住吉区から引き継いだ。
- 2001年（平成13年）：区役所を現行の新庁舎に建替。

## 人口
| 年                 | 世帯数 | 人口    | 人口増減率 （前回比） |
| ------------------ | ------ | ------- | --------------------- |
| 1950年（昭和25年） | 13,054 | 59,128  |                       |
| 1955年（昭和30年） | 13,974 | 64,588  | +9.23%                |
| 1960年（昭和35年） | 20,942 | 90,289  | +39.79%               |
| 1965年（昭和40年） | 38,495 | 147,225 | +63.06%               |
| 1970年（昭和45年） | 51,785 | 188,977 | +28.35%               |
| 1975年（昭和50年） | 58,395 | 202,645 | +7.23%                |
| 1980年（昭和55年） | 61,100 | 198,880 | −1.86%                |
| 1985年（昭和60年） | 64,188 | 196,203 | −1.35%                |
| 1990年（平成2年）  | 71,351 | 198,550 | +1.20%                |
| 1995年（平成7年）  | 76,676 | 200,556 | +1.01%                |
| 2000年（平成12年） | 80,874 | 201,722 | +0.58%                |
| 2005年（平成17年） | 83,688 | 200,490 | −0.61%                |
| 2010年（平成22年） |        | 200,205 | −0.14%                |

※2010年は9月1日現在の推計人口。

## 地名
平野区は大きく分けると、平野・喜連・加美・瓜破・長吉の5地区から成り立っている。平野・喜連が摂津国、加美・瓜破・長吉が河内国にあたる。
住居表示にあたり、町名に東西南北をつけて整理されたケースが多いが、長吉エリアは旧長吉村だった歴史を後世に残すため、町名の前に「長吉」を冠する命名方法となっている。
| - 背戸口（せとぐち） - 流町（ながれまち） - 西脇（にしわき） - 平野市町（ひらのいちまち） - 平野上町（ひらのうえまち） - 平野北（ひらのきた） - 平野西（ひらのにし） - 平野馬場（ひらのばば） - 平野東（ひらのひがし） - 平野本町（ひらのほんまち） - 平野南（ひらのみなみ） | - 平野宮町（ひらのみやまち） - 平野元町（ひらのもとまち） - 喜連（きれ） - 喜連西（きれにし） - 喜連東（きれひがし） - 加美北（かみきた） - 加美鞍作（かみくらつくり） - 加美正覚寺（かみしょうがくじ） - 加美西（かみにし） - 加美東（かみひがし） - 加美南（かみみなみ） | - 瓜破（うりわり） - 瓜破西（うりわりにし） - 瓜破東（うりわりひがし） - 瓜破南（うりわりみなみ） - 長吉川辺（ながよしかわなべ） - 長吉出戸（ながよしでと） - 長吉長原（ながよしながはら） - 長吉長原西（ながよしながはらにし） - 長吉長原東（ながよしながはらひがし） - 長吉六反（ながよしろくたん） |

## 隣接している自治体・行政区
大阪市の行政区
- 東住吉区
- 生野区

自治体
- 東大阪市
- 八尾市
- 松原市

## 交通

### 鉄道
- 区役所の最寄駅：地下鉄平野駅

西日本旅客鉄道（JR西日本）
関西本線（大和路線） 加美駅 -  平野駅
おおさか東線 新加美駅
衣摺加美北駅（東大阪市衣摺）は駅舎の一部が加美北に跨っている。
大阪市高速電気軌道 (Osaka Metro)
 谷町線 平野駅 - 喜連瓜破駅 - 出戸駅 - 長原駅
※ かつて平野区には路面電車として南海平野線が走っており、区内には西平野、平野の2ヶ所の電停があった。しかし、人口急増により路面電車では輸送力に限界が生じ、1980年（昭和55年）11月の地下鉄谷町線延伸により地下鉄に引き継がれ廃線となった。

### バス
大阪シティバスが区内で21の系統を運行。出戸バスターミナルもある。かつてあった旧大阪市営バス長吉営業所は、2013年3月31日をもって廃止された。過去には近鉄バスも乗り入れていた。

### 道路
高速道路
- 近畿自動車道：長原IC
- 阪神高速道路
  - 14号松原線：平野出入口 - 喜連瓜破出入口 - 三宅出入口 - 大堀出入口

国道・その他一般道
- 国道25号
- 国道165号
- 国道309号
- 長居公園通（国道479号・大阪府道179号住吉八尾線）
- 内環状線（国道479号）
- 大阪府道2号大阪中央環状線
- 大阪府道159号平野守口線
- 大阪府道186号大阪羽曳野線
- 大阪府道187号大堀堺線
- 南港通（大阪府道5号大阪港八尾線）

## 教育
区内には大阪教育大学附属の高校・中学校・小学校がある。また区西部に位置する東住吉高校には、芸能文化科が全国で唯一設置されている。

### 大学
- 大阪常磐会大学

### 短期大学
- 大阪常磐会大学短期大学部

### 高等学校
- 大阪教育大学附属高等学校平野校舎
- 大阪府立平野高等学校
- 大阪府立東住吉高等学校
- 大阪府立東住吉総合高等学校
- 大阪府立長吉高等学校
- 天王寺学館高等学校

### 中学校
- 大阪教育大学附属平野中学校

| - 大阪市立摂陽中学校 - 大阪市立平野中学校 - 大阪市立長吉中学校 | - 大阪市立瓜破中学校 - 大阪市立加美中学校 - 大阪市立長吉西中学校 | - 大阪市立喜連中学校 - 大阪市立長吉六反中学校 - 大阪市立瓜破西中学校 | - 大阪市立加美南中学校 - 大阪市立平野北中学校 |

### 小学校
- 大阪教育大学附属平野小学校

- 大阪市立喜連小学校
- 大阪市立平野西小学校
- 大阪市立平野小学校
- 大阪市立長吉小学校
- 大阪市立瓜破小学校
- 大阪市立加美小学校
- 大阪市立加美南部小学校
- 大阪市立平野南小学校
- 大阪市立長吉東小学校
- 大阪市立喜連西小学校
- 大阪市立長吉南小学校
- 大阪市立瓜破北小学校
- 大阪市立長原小学校
- 大阪市立喜連東小学校
- 大阪市立瓜破東小学校
- 大阪市立加美北小学校
- 大阪市立長吉出戸小学校
- 大阪市立瓜破西小学校
- 大阪市立喜連北小学校
- 大阪市立加美東小学校
- 大阪市立川辺小学校
- 大阪市立新平野西小学校

（閉校となった小学校）
- 大阪市立大和川小学校 - 団地建設などによる児童増により1974年に長原小学校より分離開校。しかしその後の児童減少に伴い1989年に長原小学校へ再統合されて閉校[3]。
- 大阪市立長吉六反小学校 - 2016年長吉東小学校に統合し閉校[3]。

### 特別支援学校
- 大阪教育大学附属特別支援学校
- 大阪府立平野支援学校

## 施設
- 大阪市立平野図書館
- 大阪市立平野スポーツセンター
- 大阪市立クラフトパーク
- 大阪市立瓜破斎場
- クレオ大阪南（大阪市立男女共同参画センター南部館）
- 平野町ぐるみ博物館 - まちづくり運動の一環として開設された、小さな博物館の集まりである。

## 寺社
- 大念仏寺
- 長寶寺
- 杭全神社
- 全興寺
- 専念寺
- 敬正寺
- 楯原神社

## 集合住宅

### 大規模マンション
- メガロコープ平野
- 平野コーポ

### 住宅団地
- 都市再生機構エステート喜連東
- 大阪府住宅供給公社喜連団地
- 大阪市住宅供給公社コーシャハイツ喜連西
- 大阪市住宅供給公社コーシャハイツ瓜破
- 大阪市住宅供給公社コーシャハイツ中野
- 市営瓜破2丁目住宅
- 市営瓜破西住宅
- 市営瓜破東住宅
- 市営加美北住宅
- 市営加美絹木住宅
- 市営加美正覚寺住宅
- 市営加美神明住宅
- 市営加美長沢住宅
- 市営加美東住宅
- 市営加美南住宅
- 市営喜連住宅
- 市営喜連北池住宅
- 市営長吉住宅
- 市営長吉川辺住宅
- 市営長吉出戸住宅
- 市営長吉出戸西住宅
- 市営長吉出戸南住宅
- 市営長吉長原住宅
- 市営長吉長原北住宅
- 市営長吉長原西住宅
- 市営長吉長原東住宅
- 市営長吉六反住宅
- 市営長吉六反北住宅
- 市営長吉六反東住宅
- 市営西喜連住宅
- 市営東喜連住宅
- 市営平野住宅
- 市営平野市町住宅
- 市営平野東住宅
- 清水電気社宅
- 西濃運輸社宅
- 万福運送社宅
- JR西日本平野社宅

## 出身有名人

### 歴史上の有名人
- 坂上当道（坂上田村麻呂の孫、坂上広野の子。杭全神社を創建と伝わる）
- 坂上行松（平野行増。坂上広野の4代孫。平野七名家の祖といわれる）
- 平野隼人正利吉（平野利吉。安土桃山時代の豪商）
- 末吉勘兵衛利方（平野利方。安土桃山時代の豪商）
- 末吉孫左衛門利安（平野利安。安土桃山時代の豪商）
- 安井道頓（道頓堀を掘削した道頓に関して成安道頓説があり、その説によれば平野氏の一族とされる。）

### 現代の有名人
| - 笑福亭鶴瓶（落語家、タレント） - 笑福亭鶴光（落語家、タレント） - 笑福亭晃瓶（落語家、タレント） - 林家染二（落語家） - 服部良一（作曲家） - 松岡由貴（声優） - はるな愛（ニューハーフタレント） | - 久本雅美（女優、タレント） - 久本朋子（女優、タレント） - 片山光男（フリーアナウンサー） - 谷口英明（サンテレビアナウンサー） - ほんこん（お笑いタレント、130R） - 三倉茉奈（女優、タレント） - 三倉佳奈（女優、タレント） - 矢野燿大（阪神タイガース元監督、元プロ野球選手） | - 国木田かっぱ（タレント、俳優） - 松田悟志（俳優） - トーマス・C・カンサ（詩人、ボランティア活動家） - 在住 - 大翔丸翔伍（大相撲力士） - 橋本俊治（ラグビー選手、近鉄ライナーズ） - 米本学仁 (俳優) - 李明博（元韓国大統領、ハンナラ党） - 田中健一（クイズ作家） - 中田伸児（漫才師、中田伸江・伸児) - 西岡洋（元大阪近鉄バファローズ投手） - 松井佑介 (オリックス・バファローズ 外野手) - 小林ゆう（お笑いタレント、吉本新喜劇） - 西野七瀬（元乃木坂46、女優、タレント） - 藤井萩花（元E-girls、ダンサー） - 山口航輝 (千葉ロッテマリーンズ外野手) - 桑原拓（プロボクサー） - 長江崚行（俳優） - 糀谷博和（卓球選手、社会保険労務士） - 野津山幸宏（声優） |

## 平野区に本拠を構える企業
- アイコム
- アテックス
- ダイジェット工業
- 日本金銭機械

## かつて平野区に本拠を構えていた企業
- 日本臓器製薬
- カプコン
- 丸一鋼管
- サンスター
- タビオ